# Rachel True
Rachel India True (15 de noviembre de 1966) es una actriz estadounidense de televisión y cine. True es conocida por sus papeles en películas como The Craft y la serie de televisión de Half & Half.

## Biografía
En 1991, apareció en Beverly Hills 90210, The Drew Carey Show, Una vez más y en HBO 's Dream On. Para 1993, se había mudado a Los Ángeles y apareció junto a Chris Rock en su película CB4. Después CB4, fue elegida junto a Alyssa Milano para la película El abrazo del vampiro. La siguiente película de True fue Jóvenes Brujas, donde interpretó a un miembro de un aquelarre de adolescents, junto con Robin Tunney, Neve Campbell y Fairuza Balk. Entre 2002 y 2006, True protagonizó junto a  Essence Atkins la comedia de UPN Half & Half.

## Filmografía

### Cine
- The Manor (2018): Doctora Tryvniak
- Sugar Mommas (2012): Thomasina
- Noah's Ark: A New Beginning (2011)-(in post-production): Temba (voice)
- Killing of Wendy (2009): Ayanda
- Pink Eye (2009): Wygenia
- The Perfect Holiday (2007): Brenda
- New Best Friend (2002): Julianne Livingston
- Who Is A.B.? (2001)
- Love Song (2000) (TV): Renee
- Groove (2000): Beth
- The Auteur Theory (1999): Sasha Swann
- The Apartment Complex (1999) (TV)
- The Big Split (1999): Jenny
- With or Without You (1998): Misha
- Half Baked (1998): Mary Jane Potman
- Nowhere (1997): Mel
- The Craft (1996): Rochelle
- A Walton Wedding (1995) (TV): Girl Student
- Embrace of the Vampire (1995): Nicole
- Moment of Truth: Stalking Back (1993) (TV): Katie
- A Girl's Guide to Sex (1993) (TV): Bridget
- CB4 (1993): Daliha

### Televisión
- Noah's Arc (2006): Brooklyn (1 episode)
- Half & Half (2002–2006): Mona Thorne
- Dawson's Creek (2001): Kira (1 episode)
- Providence (2000): Talia Weber (1 episode)
- Once and Again (1999–2000): Mali
- Damon (1998): Monique (1 episode)
- The Drew Carey Show (1997–1998): Janet Clemons
- Boston Common (1997): Cheryl (1 episode)
- Family Matters (1995): Sue (1 episode)
- Dream On (1994–1995): Linda Castorini
- The Fresh Prince Of Bel-Air (1993): Rhetta (1 episode)
- Beverly Hills, 90210 (1993): Jan Myler (2 episodes)
- Thea (1993): Candy (1 episode)
- Renegade (1993): Dawn (1 episode)
- Getting By (1993): Andrea (1 episode)
- Hangin' with Mr. Cooper (1993): Yvette (1 episode)
- The Cosby Show (1991–1992): Nicki (2 episodes)